# 上小阿仁村立上小阿仁小中学校
上小阿仁村立上小阿仁小中学校（かみこあにそんりつ かみこあにしょうちゅうがっこう）は、秋田県北秋田郡上小阿仁村にある小中学校併設校。
　

## 概要
- 元々、上小阿仁村内には、小学校と中学校がそれぞれ校舎が独立していたが、2007年（平成19年）4月に、村内2小学校を1校に統合の上、既存の中学校校舎へ同居する形となったものである。

## 沿革

### 小学校
- 2007年（平成19年）4月1日 - 小沢田小学校と沖田面小学校が統合し、上小阿仁小学校開校。

### 中学校
- 1947年（昭和22年）5月 - 小沢田小学校校舎に併設する形で、上小阿仁中学校開校。
- 1961年（昭和36年）7月 - 校歌制定。
- 1962年（昭和37年）4月 - 新校舎着工。
- 1964年（昭和39年）9月 - グランド完成。
- 1989年（平成元年）5月 - 現校舎改築着工。
- 2006年（平成18年）6月 - 小中併設に伴う改修工事実施。
- 2007年（平成19年）4月1日 - 小学校併設。

## 学区
- 上小阿仁村全域。

## 周辺
- 国道285号
- 上小阿仁村役場
- 小沢田郵便局
- 上小阿仁村立図書館

## アクセス
- 秋北バス「鷹巣 - 沖田面線」・「米内沢 - ダム入口線」で、
  - 「上小阿仁村役場前」バス停下車後、約770m・徒歩12分。
  - 「福舘」バス停下車後、徒歩約690m・約11分。
- 上小阿仁村役場から、
  - 車で、約850m・約2分。
  - 徒歩で、約840m・約13分。